# Bleu de Gex
Pour les articles homonymes, voir Gex et Septmoncel.
Le bleu de Gex Haut-Jura  ou bleu de Septmoncel est un fromage au lait de vache à pâte persillée produit dans les plateaux du Haut-Jura, à cheval sur les départements de l'Ain et du Jura en France. Son appellation d'origine est préservée via le label AOC, depuis le 20 septembre 1977, et AOP depuis le 25 septembre 2008. C'est un bleu doux. Le mot « Gex » est imprimé en relief sur la croûte. Les moines de l'abbaye de Saint-Claude le fabriquaient déjà au XIIIe siècle.
Sa meilleure période de consommation s'étend de juin à février.

## Fabrication et production
Le bleu de Gex est produit par 48 agri-producteurs de lait et leurs deux fruitières ainsi que deux fromageries artisanales situées à Chezery-Forens (Ain), Lajoux (Jura), Les Moussières (Jura) et Villard-Saint-Sauveur (Jura), qui fournissent un volume de fabrication annuel total d'environ 558 tonnes par an.
C'est un fromage au lait cru de vache de race montbéliarde ou simmental, à pâte persillée (ou bleu), non pressée et non cuite, d'un poids moyen de 7,5 kg.
Sa période de consommation idéale s'étale de mai à juillet, mais aussi d'avril à novembre, après un affinage de deux mois. Il peut s'accompagner de vins vieux comme les portos. Quand il est affiné plus longtemps, on le nomme pérassu.
Production : 518 tonnes en 1996, 498 tonnes en 1998, 520 tonnes en 2000, 558 tonnes en 2010.
Le bleu de Gex, à faces planes avec des angles nettement arrondis entre les faces et le talon, mesure 31 à 35 cm de diamètre et 10 cm d'épaisseur et pèse 6 à 9 kg. 
Le bleu de Gex contient 29 % de matière grasse dans le produit fini (50 % dans le produit sec).

## Protection et promotion

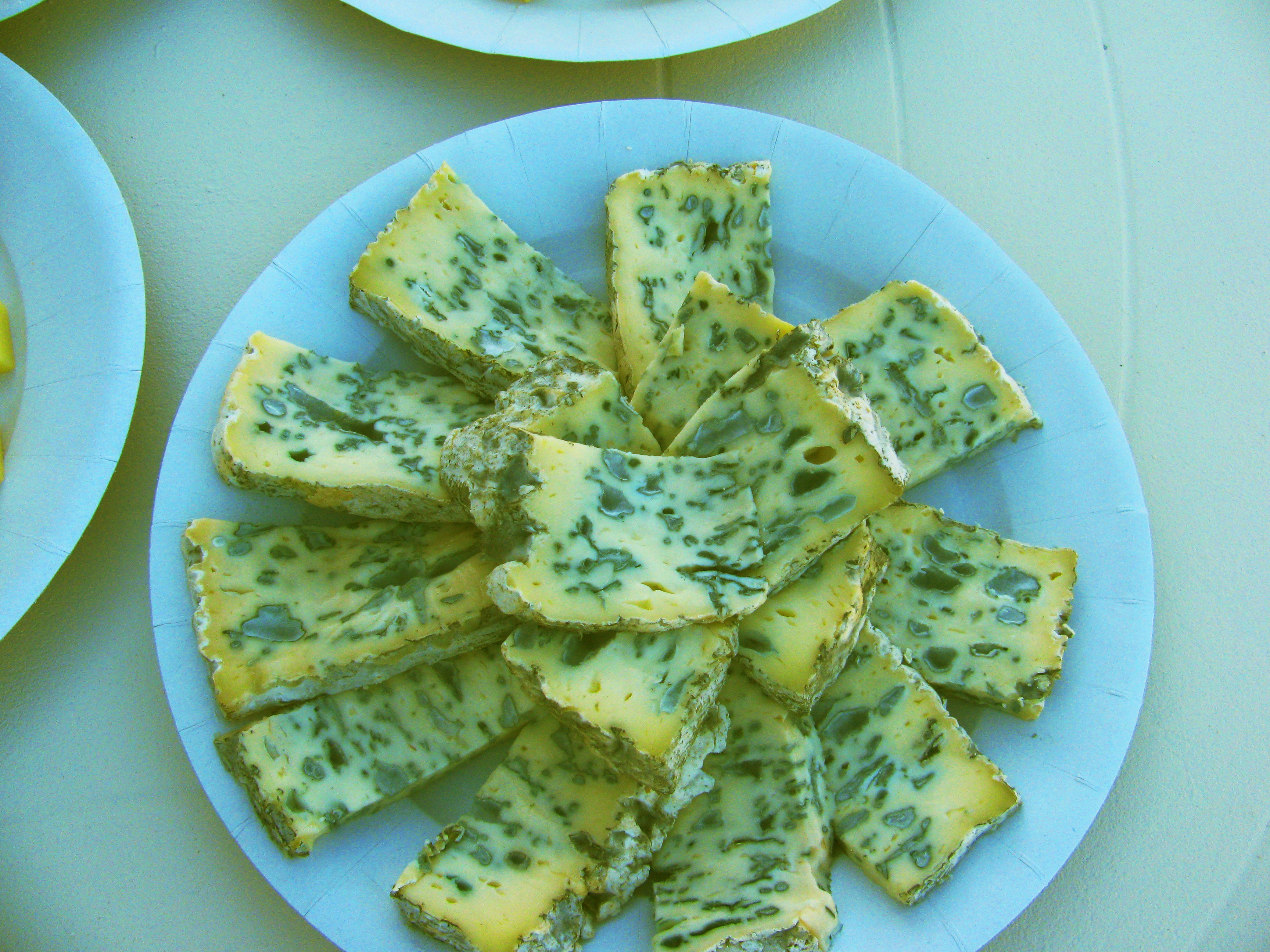
Bleu de Gex.

L'aire exclusive de fabrication pour le commerce du bleu de Gex a été fixée par un jugement du tribunal de Nantua en date du 26 juillet 1935. Cette aire s'étend du Grand-Abergement (Ain) jusqu'à Saint-Laurent-en-Grandvaux (Jura). Elle a été confirmée par un décret du 20 septembre 1977 et elle bénéficie de l'AOP depuis le 21 juin 1996. Le Syndicat Interprofessionnel de Défense du Bleu de Gex Haut-Jura, ayant son siège à Poligny (Jura), regroupe les producteurs et les transformateurs de ce fromage.
D'autre part, la Confrérie des amateurs du Bleu de Gex, ayant son siège à Gex (Ain), œuvre depuis 1995 à la promotion de ce fromage.

### Aire d'appellation

Zone AOC Bleu de Gex.
Communes totalement intégrées.
Communes partiellement intégrées.

Communes de Apremont, Bellecombe, Belleydoux, Les Bouchoux, Champfromier, Charix, Chassal, Château-des-Prés, La Chaumusse, Chaux-des-Prés, La Chaux-du-Dombief, Chézery-Forens, Choux, Confort, Coiserette, Coyrière, Échallon, Fort-du-Plasne, Gex, Giron, Le Grand-Abergement, Grande-Rivière, Lac-des-Rouges-Truites, Lajoux, Lamoura, Lancrans, Lavancia-Epercy (à l'exclusion de la partie de cette commune correspondant à l'ancienne section de commune d'Epercy), Larrivoire, Léaz, Lélex, Lézat, Longchaumois, Mijoux, Molinges, Les Molunes, Montanges, La Mouille, Les Moussières, La Pesse, Le Petit-Abergement, Plagne, Les Piards, Le Poizat-Lalleyriat, Prémanon, Prénovel, La Rixouse, Rogna (Jura), Saint-Claude, Saint-Germain-de-Joux, Saint-Laurent-en-Grandvaux, Saint-Maurice-Crillat (à l'exclusion de la partie de cette commune correspondant à l'ancienne commune de Crillat), Saint-Pierre, Septmoncel, Tancua, Vaux-lès-Saint-Claude, Villard-Saint-Sauveur, Villard-sur-Bienne, Viry, Vulvoz ; les parties situées à une altitude d'au moins 800 mètres des communes de Billiat, Châtillon-en-Michaille, Collonges, Crozet, Divonne-les-Bains, Échenevex, Farges, Injoux-Génissiat, Péron, Saint-Jean-de-Gonville, Sergy, Thoiry, Vesancy, Villes et la partie de la commune de Bellegarde-sur-Valserine située à l'Est de la Valserine.

## Galerie

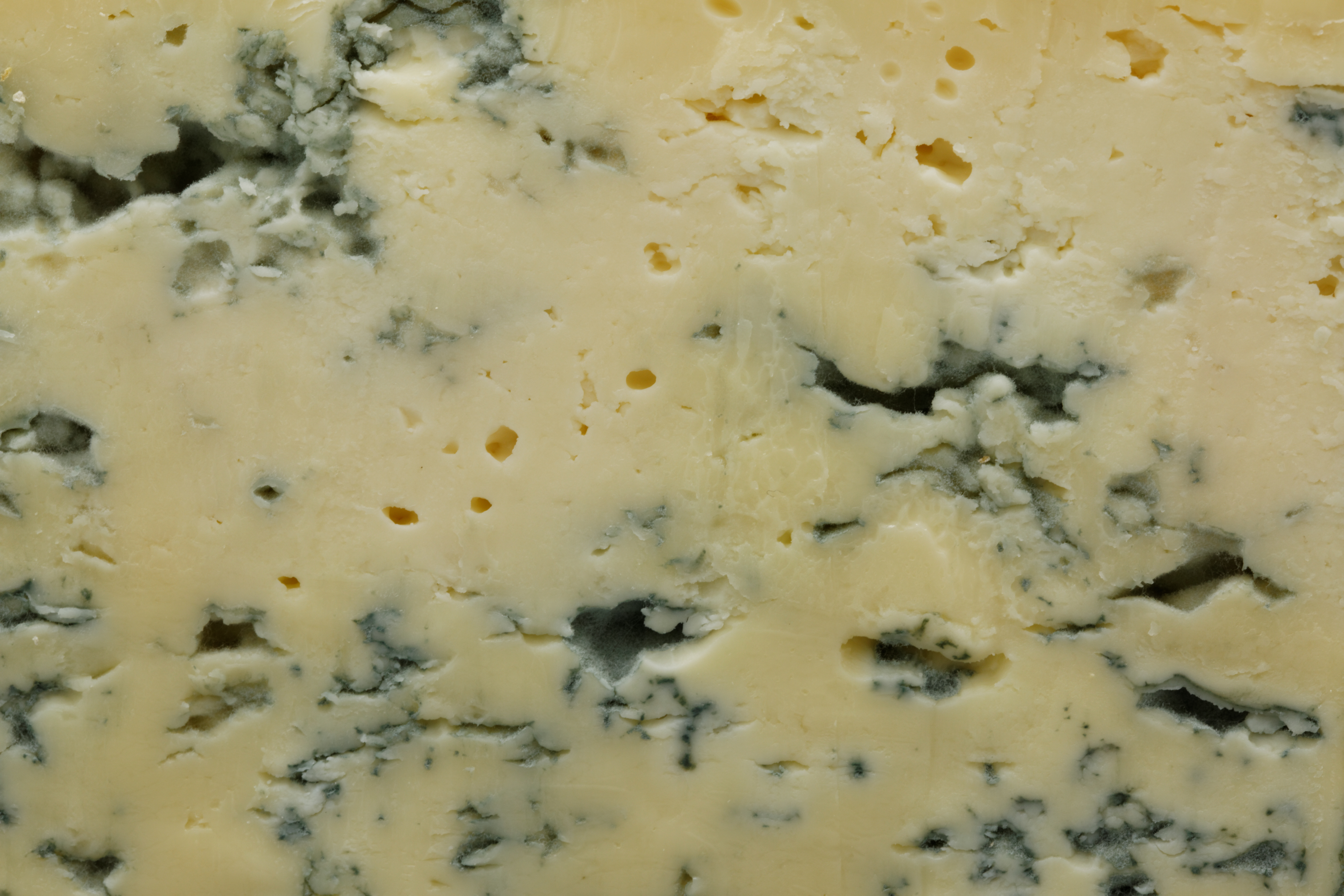
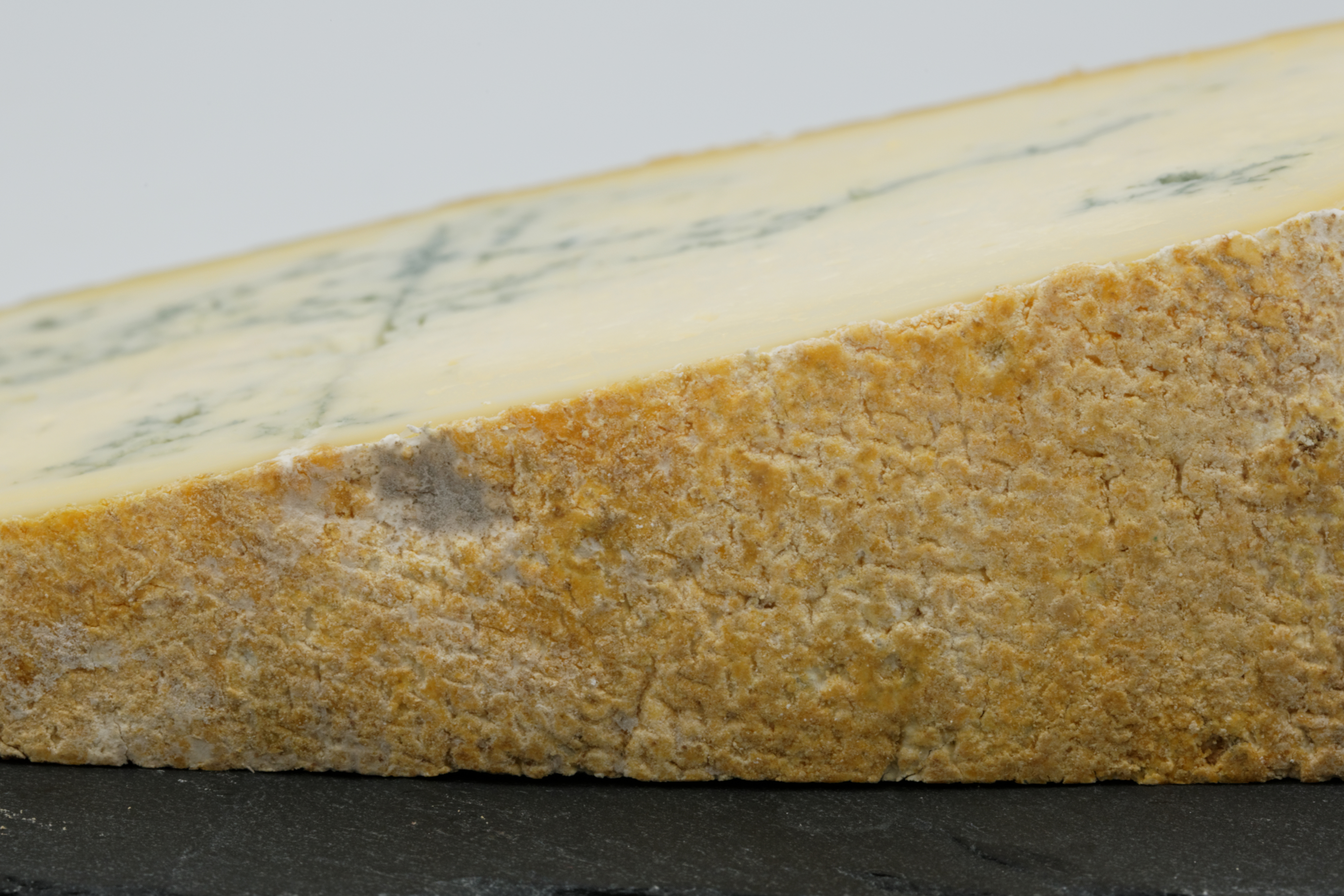
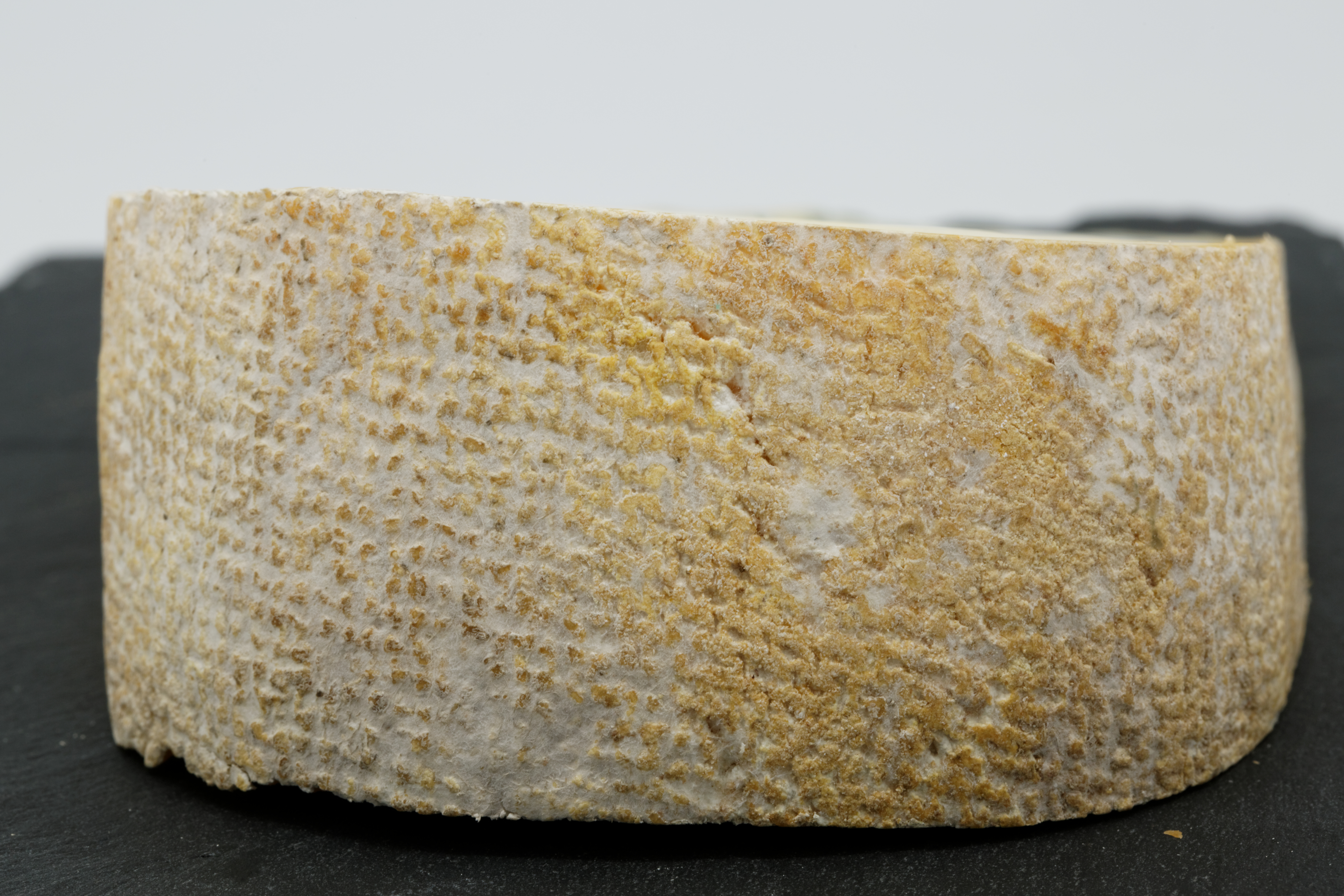

## Production
|                                    | 2003 | 2011 | 2012 | 2013 | 2014 | 2015 | 2016 |
| ---------------------------------- | ---- | ---- | ---- | ---- | ---- | ---- | ---- |
| Tonnage total commercialisé en AOC | 539  | 445  | 472  | 533  | 470  | 469  | 479  |